# Bailey – Ein Freund fürs Leben
Bailey – Ein Freund fürs Leben (Originaltitel A Dog’s Purpose) ist ein US-amerikanischer Dramedy-Film von Lasse Hallström aus dem Jahr 2017. Der Film basiert auf dem Roman Ich gehöre zu dir von W. Bruce Cameron. 2019 wurde die Fortsetzung Bailey – Ein Hund kehrt zurück veröffentlicht.

## Handlung
Der Film handelt von dem Hund Bailey, der durch Reinkarnation mehrere Hundeleben durchläuft.
Der achtjährige Ethan Montgomery aus Michigan und seine Mutter retten im Jahr 1961 einen Golden-Retriever-Welpen aus einem heißen Auto. Die Familie adoptiert den kleinen Hund und nennt ihn Bailey. Mehrere Jahre später ist Ethan ein Teenager und hat sich in Hannah verliebt. Nachdem als Dummer-Jungen-Streich ein Böller in Ethans Haus geworfen worden ist und sich daraus ein Feuer entwickelt hat, rettet Bailey ihn und seine Mutter, indem er sie aufweckt. Sie können dem Feuer entkommen, jedoch verletzt Ethan sich so stark am Bein, dass er seine Hoffnung auf ein Sportstipendium aufgeben muss. Stattdessen trennt er sich von seiner Jugendliebe Hannah und geht auf eine Landwirtschaftsschule. Kurz darauf wird Bailey wegen Nierenversagen eingeschläfert.
Im Moment der Einschläferung wird Bailey reinkarniert und erwacht als ein weiblicher Deutscher Schäferhund namens Ellie, mit Erinnerungen an sein vorheriges Leben. Ellie ist ein Diensthund bei der Polizei und arbeitet gemeinsam mit ihrem Betreuer Carlos beim Police Department in Chicago. Nachdem Ellie und Carlos gemeinsam einen Kidnapper gejagt haben, wird Ellie jedoch von diesem erschossen.
Bailey erwacht nun als ein Welsh Corgi Pembroke namens Tino. Tino lebt gemeinsam mit der Studentin Maya, welcher er dabei hilft, die Liebe ihres Lebens zu finden. Nach mehreren Jahren stirbt Tino an Altersschwäche und dankt Maya für sein schönes Leben.
Bailey wurde als Bernhardiner-Australian-Shepherd-Mischling reinkarniert. Der Welpe kommt zu einem heruntergekommenen Paar, das sich nicht um ihn kümmert und ihn schließlich aussetzt. Auf sich allein gestellt, wandert der Hund durch die Gegend und trifft schließlich wieder auf Ethan. Dieser ist inzwischen ein älterer Mann, der den zugelaufenen Hund behält und ihn Buddy nennt. Buddy hilft Ethan, wieder mit seiner Highschool-Liebe Hannah zusammenzukommen, die Ethan dann auch heiratet. Am Ende des Filmes bringt er Ethan durch Kunststückchen aus dem Leben als Bailey dazu, ihn als diesen wiederzukennen.
Insgesamt hatte Bailey 7 Leben:
1. Bailey, 2. Ellie, 3. Tino,               4. Buddy (Bailey Nr. 2),                    5. Molly, 6. Big Dog, 7. Mäx

## Vorwürfe der Tierquälerei
Am 18. Januar 2017 veröffentlichte die Website TMZ.com ein Video von den Dreharbeiten zum Film. In dem Video ist zu sehen, wie ein Deutscher Schäferhund von einem Mann in ein sprudelndes Wasserbecken gedrängt wird und sichtlich Widerstand leistet. Nach einem Schnitt ist das Tier komplett unter Wasser und mehrere Menschen eilen ihm zu Hilfe.
Nach der Veröffentlichung des Videos riefen mehrere Tierschutzorganisationen, unter anderem PETA, zur Boykottierung des Films auf. Die American Humane Association (AHA), welche üblicherweise den Tierschutz bei Dreharbeiten überwacht und das Siegel „No animals were harmed“ (Tieren wurde kein Leid zugefügt) im Abspann von Filmen vergibt, erklärte, sie untersuche den Vorfall und habe einen Vertreter suspendiert, der bei den Dreharbeiten dabei gewesen sein soll. Am 4. Februar erklärte die AHA, dass ein unabhängiger Tierschutzexperte keine Verstöße gegen bestehende Bestimmungen feststellen konnte und dass das Video absichtlich manipuliert worden war, um die Öffentlichkeit zu täuschen.